# ناتا ونينا
ناتا ونينا (بالإنجليزية: Nata and Nena)‏ بطل وبطلة أسطورة خلق العالم عند شعب الأزتيك، وقد أمرهما تيزكاتليبوكا ببناء سفينة لإنقاذ نفسيهما من الطوفان.
وهما زوج وزوجة حذرهما الإله تيزكاتليبوكا من طوفان قادم مدمر للعالم. ومثل شيفا في ملاحم الفيضانات الهندوسية، أمرهم ببناء سفينة كبيرة يمكنهم العيش فيها. عندما وقعت الكارثة الطبيعية، طغت على «شمس» (أو عمر) سابق، حيث تم طمس معظم الجنس البشري. لكن ناتا ونينا نجيا من العاصفة في بسفينتهما، وأخيراً استقرا على ما هو الآن الساحل الشرقي للمكسيك. عند النزول، شرعا على الفور في إعادة توطين العالم بالطريقة العادية. إن تشابه قصة ما قبل الفتح الإسباني هذه مع طوفان سفر التكوين لافت للنظر.